# Distilleries et Domaines de Provence
Les Distilleries et Domaines de Provence anciennement Distillerie de Lure et Distillerie de Haute Provence, fondées à Forcalquier, en 1898, fabriquent et commercialisent des apéritifs et liqueurs de tradition.

## Historique

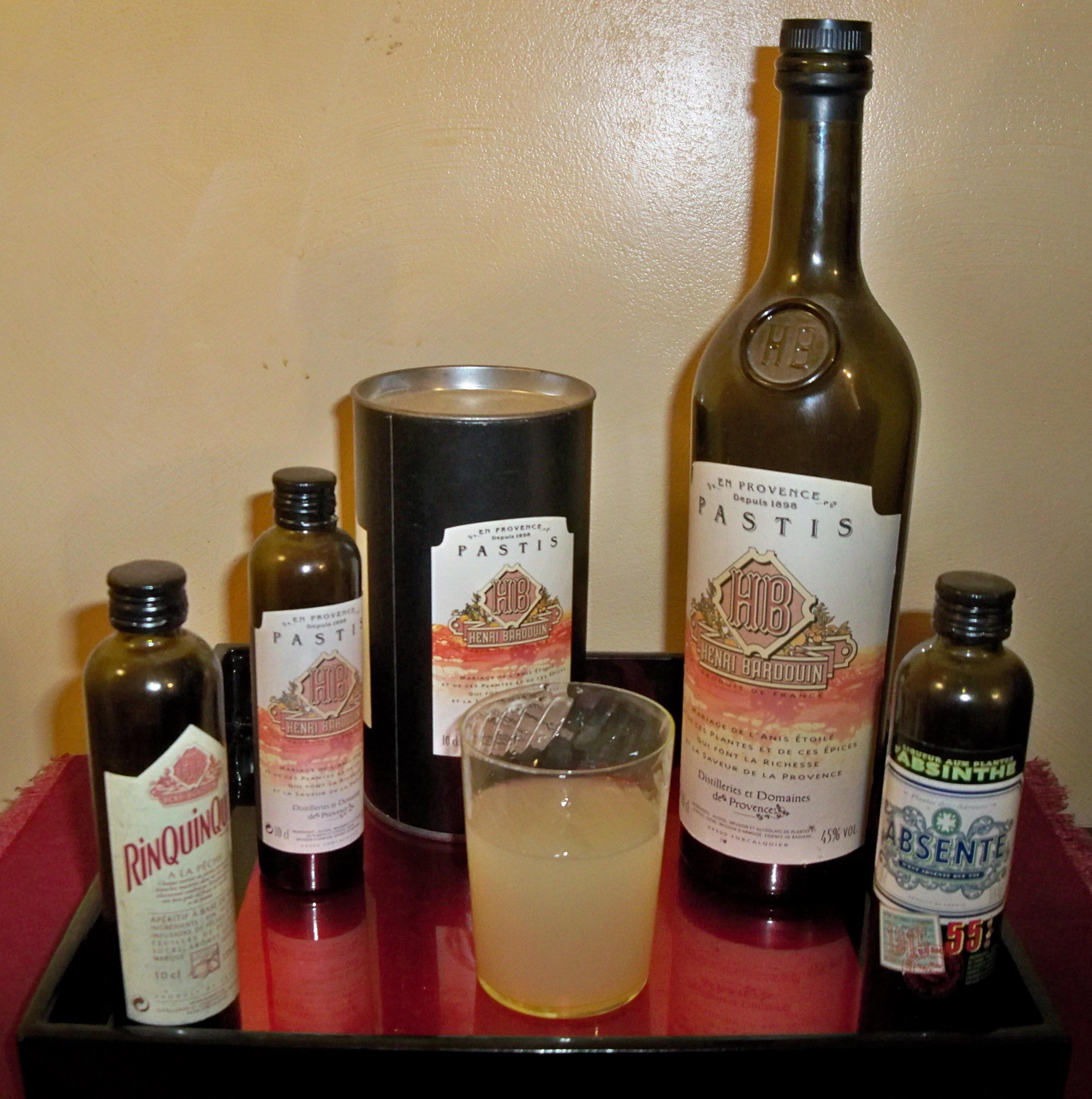

La distillerie est créée  en 1898 sous le nom de Distillerie de Lure.
Elle est renommée Distillerie de Haute Provence en 1984.
La distilleries cherche à moderniser sa marque RinQuinQuin en lançant dans les années 1980 un vin pétillant à la pêche : le Carlton.
En 1986, 300 000 bouteilles sont vendues en six mois dans les cafés, hôtels, restaurants et les épiceries fines. C’est un succès puisqu'en 1987, les ventes décuplent, puis triplent en 1988.
Fin 1987, la distillerie est vendue au groupe Pernod-Ricard, le Carlton rencontre un tel succès que la distillerie ne peut plus faire face à la demande.
En 1990, Alain Robert rachète l’entreprise sans le Carlton et la rebaptise les Distilleries et Domaines de Provence et lance le Pastis Henri Bardouin.

## Gamme
Ces apéritifs et liqueurs sont élaborés à base d'herbes aromatiques cueillies dans la montagne de Lure. Ces simples, connus et récoltés depuis le Moyen Âge, gardent leurs vertus grâce à leur distillation. Cette pratique se développa au cours des XVIIe siècle et XVIIIe siècle grâce aux cueilleurs et colporteurs qui s'installèrent comme droguistes ou apothicaires. Les spécialités qu'ils élaboraient se présentaient sous forme de boissons ou de breuvages dont étaient vantées les « vertus dépuratives, toniques, digestives et apéritives ou rafraîchissantes ». Le pas fut franchi à la fin du XIXe siècle quand les distillateurs se spécialisèrent dans l'élaboration de liqueurs et d'apéritifs.
Ses produits sont :
- Pastis Henri Bardouin
- Gin XII
- Absinthe Absente
- RinQuinQuin à la pêche
- Vin de noix (Noix de Saint Jean)
- Vin d'orange (Orange Colombo)
- Gentiane de Lure
- Vermouth de Forcalquier
- Farigoule de Forcalquier (Liqueur de thym sauvage)
- Liqueur de Génépi
- Douce (Liqueur Poire Cognac)
- Elisir M.P. Roux (Liqueur de plantes)
- Marc de Provence (Eau-de-vie de marc de raisin)

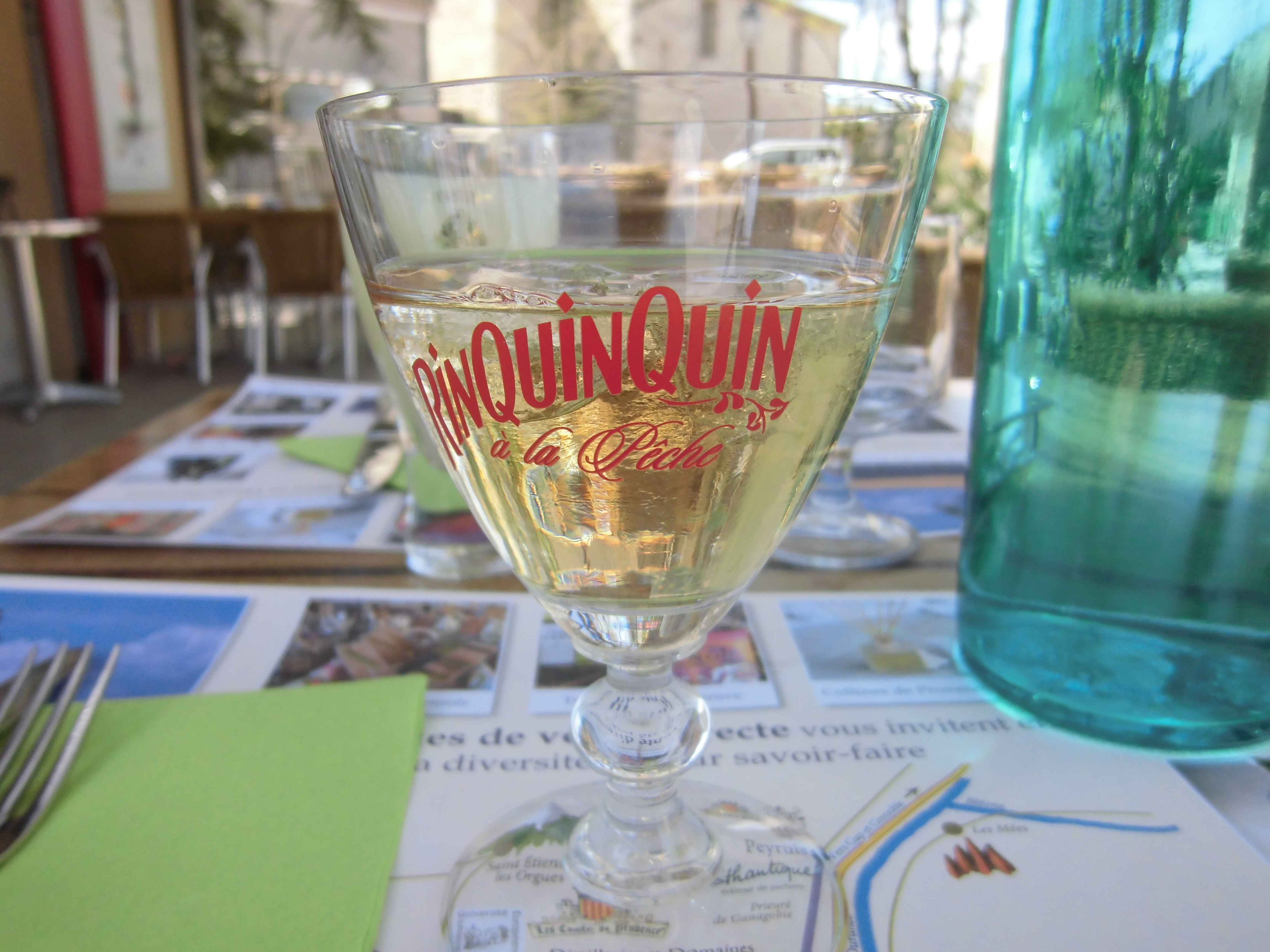
Un verre de RinQuinQuin.
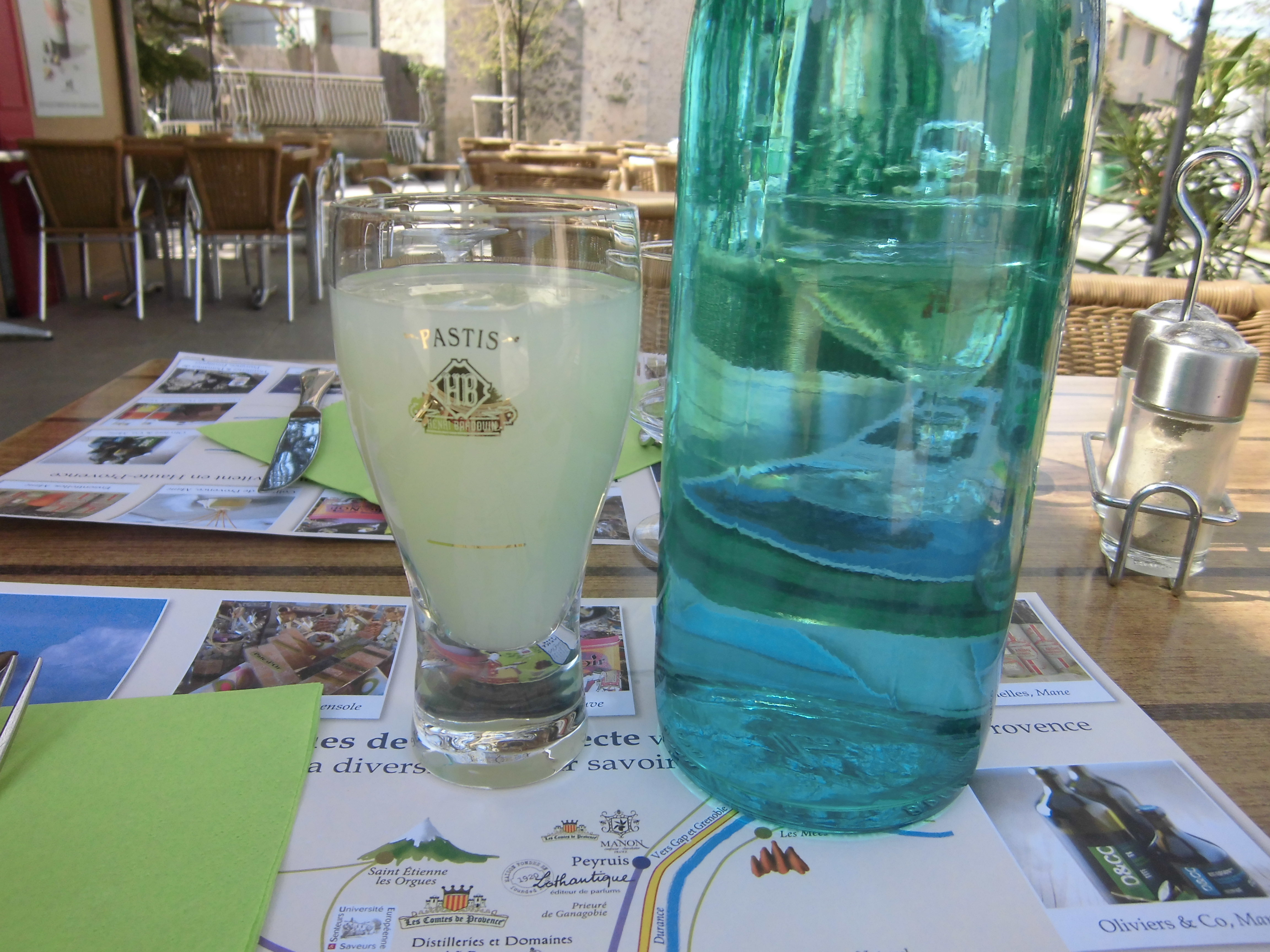
Un verre de Pastis Henri Bardouin.

## Récompenses
En 2024 au Salon international de l'agriculture, la Farigoule de Forcalquier remporte la Médaille d’Or et le Pastis Grand Cru Henri Bardouin remporte la Médaille d’Argent.